# La oración del torero
La oración del torero, op. 34, es un cuarteto para cuatro laúdes compuesto por Joaquín Turina del 31 de marzo al 6 de mayo de 1925.  En 1927, Turina realizó una adaptación para orquesta de cuerda. El compositor se inspiró en la visión de un torero orando en una capilla cerca del ruedo antes de salir a torear. Fue publicado en 1926 por Unión Musical Española.

## Historia
La versión original de La oración del torero fue escrita para cuarteto de laúdes y fue dedicada al Cuarteto Aguilar, que colaboraron en la composición. Dicho grupo estaba integrado por dos laudines, laúd y laudón. Del 7 al 13 de mayo de 1925 realizó una versión para cuarteto de cuerda. La versión de cuarteto de cuerda fue ampliada para orquesta de cuerda en diciembre de 1926 y estrenada por Bartolomé Pérez Casas al frente de la Orquesta Filarmónica de Madrid, el 3 de enero de 1927 en el Teatro de la Comedia.
El siguiente comentario iba incluido en el programa del día del estreno en Barcelona, el 23 de octubre de 1928, en palabras del propio Turina:

Una tarde de toros en la Plaza de Madrid, aquella plaza vieja, armónica y graciosa, vi mi obra. Yo estaba en el patio de caballos. Allí, tras de una puerta pequeñita, estaba la capilla, llena de unción, donde venían a rezar los toreros un momento antes de enfrentarse con la muerte. Se me ofreció entonces, en toda su plenitud, aquel contraste subjetivamente musical y expresivo de la algarabía lejana de la plaza, del público que esperaba la fiesta, con la devoción de los que ante aquel altar, pobre y lleno de entrañable poesía, venían a rogar a Dios por su vida, acaso por su alma, por el dolor, por la ilusión y por la esperanza que acaso iban a dejar para siempre dentro de unos instantes, en aquel ruedo lleno de risas, de música y de sol.

Fue interpretada por primera vez en Estados Unidos por la Filarmónica de Los Ángeles el 18 de agosto de 1946 bajo la batuta de Leopold Stokowski.

## Estructura
1. Introduction brève
2. Pasodoble
3. Andante
4. Lento
5. Pasodoble (repetición)

Tiene una duración aproximada de ocho minutos.